# Рудник Коймадай
Рудник Коймадай (Coimadai) — колишній гірничодобувний майданчик на південному сході Австралії поблизу Мельбурну.
Стибієве зруднення в районі струмка Пайрайтс-Крік (Pyrites Creek) виявили в 1887 році. Перший етап розробки родовища тривав (з перервами) до 1915 року, при цьому було випущено близько 400 тонн концентрату з середнім вмістом стибію 50 %.
Удруге копальня працювала в 1943—1944 роках, на тлі підвищеного попиту на стибій в часи Другої світової війни (першу пробну партію із випуском 10 тонн концентрату видобули в 1941-му). Цей етап забезпечив виробітку 393 тонн концентрату з таким саме середнім вмістом стибію у 50 % (18 тонн концентрату з цього обсягу містили лише 24 % стибію, проте також 18 % арсену).
Розробка велась підземним способом з використанням штолень Драперз (Drapers) та Бондісонс (Bondisons). Всього вилучили близько 6 тисяч тонн руди.